# NGC 6398
NGC 6398 је спирална галаксија у сазвежђу Паун која се налази на NGC листи објеката дубоког неба.
Деклинација објекта је - 61° 41' 38" а ректасцензија 17h 42m 43,9s. Привидна величина (магнитуда) објекта NGC 6398 износи 12,5 а фотографска магнитуда 13,4. NGC 6398 је још познат и под ознакама ESO 139-18, AM 1738-614, PGC 60735.